# WCMU-FM
Koordinaten: 43° 34′ 22,8″ N, 84° 46′ 22,8″ W
WCMU-FM (“CMU Public Radio”) ist eine US-Public Radio Station aus Mount Pleasant, Michigan. Sie gehört der Central Michigan University, worauf sich auch ihr Rufzeichen bezieht. WCMU-FM sendet auf 89,5 MHz mit 100 kW.
WCMU-FM war ursprünglich eine 10-Watt Campus-Radiostation auf der typischen Community Radiofrequenz 90,1 MHz. Der Sender ging am 6. April 1964 auf Sendung. In den ersten Jahren wurde eine breite Mischung an Inhalten gesendet, u. a. Klassik, Pop, und Progressive Rock. 1969 wurde die Station Affiliate des National Educational Radio Network aus dem 1970 National Public Radio (NPR) wurde. Seitdem sendet WCMU hauptsächlich Klassische Musik und Jazz sowie Nachrichten. WCMU-FM wechselte Mitte der 1970er Jahre auf UKW 89,5 MHz und sendet dort mit 100 kW. 1978 begann WCMU Rebroadcaster in Zentral- und Nord-Michigan aufzubauen. Die erste war WCML-FM in Alpena.

## Angeschlossene Stationen
WCMU versorgt große Teile Nord-Michigans, inklusive des Ostens der Upper Peninsula, mittels eines Netzwerkes an Repeater-Stationen:
| Rufzeichen | UKW-Frequenz | Sendestandort                   | Sendegebiet | Sendestart               | Ehemalige Rufzeichen                                                                             |
| ---------- | ------------ | ------------------------------- | ----------- | ------------------------ | ------------------------------------------------------------------------------------------------ |
| WCMB-FM    | 95.7 FM      | Oscoda                          |             | September 1998           | WCMV-FM (12/20/96-2/13/98)                                                                       |
| WCML-FM    | 91.7 FM      | Alpena                          |             | April 1978               |                                                                                                  |
| WCMW-FM    | 103,9 MHz    | Harbor Springs                  |             | August 1988 (als WLTO)   | WLTO (4/6/88-9/24/93)                                                                            |
| WCMZ-FM    | 98.3 FM      | Sault Ste. Marie, Michigan (Mi) |             | Juli, 1990               | -                                                                                                |
| WWCM       | 96,9 MHz     | Standish, Mi                    |             | Dezember 1989 (als WSTD) | off-air (11/23/99-11/17/00) WSTD (12/28/94-11/23/99) WCYY (7/8/94-12/28/94) WSTD (6/3/88-7/8/94) |